# Phalna
Phalna è una suddivisione dell'India, classificata come municipality, di 21.011 abitanti, situata nel distretto di Pali, nello stato federato del Rajasthan. In base al numero di abitanti la città rientra nella classe III (da 20.000 a 49.999 persone).
Non esistendo ad oggi (Gennaio-2013) un treno diretto che collega Jodhpur a Udaipur, Phalna è la fermata del treno più vicina a Udaipur. La tratta rimanente può essere coperta in autobus o in auto, passando dalla bellissima Ranakpur che dista solo 35 km.

## Geografia fisica
La città è situata a 25° 14' 41 N e 73° 14' 46 E, e si colloca tra le vicine:
- Jadri e Khindara a ovest
- Rani e Khimel a nord-ovest
- Khudala seguita da Bali a est
- Bedal seguita da Jawai Bandh a sud
- Sumerpur e Sheoganj a sud-ovest

## Società

### Evoluzione demografica
Al censimento del 2001 la popolazione di Phalna assommava a 21.011 persone, delle quali 10.945 maschi e 10.066 femmine. I bambini di età inferiore o uguale ai sei anni assommavano a 3.490, dei quali 1.829 maschi e 1.661 femmine. Infine, coloro che erano in grado di saper almeno leggere e scrivere erano 12.440, dei quali 7.771 maschi e 4.669 femmine.